# محمد الدوسري (لاعب كرة قدم مواليد 1993)
محمد ناصر الدوسري لاعب كرة قدم سعودي من مواليد 2 فبراير 1993.
مثل أندية الهلال و الفتح في الفئات السنية و لعب بعدها مع نادي الرياض و إنتقل إلى نادي المجزل عام 2015 و وقع مع نادي الثقبة في عام 2018 و انتقل إلى نادي الترجي في عام 2022 وانتقل إلى نادي الجبيل في عام 2023.

## روابط خارجية
- محمد ناصر الدوسري على موقع Soccerway.com (الإنجليزية)